# Coutume d'Auvergne
La Coutume d'Auvergne est le recueil des lois civiles de la province d'Auvergne, rédigé par Antoine Duprat. Elle est ordonnée en 1510 par Lettres patentes du roi Louis XII et enregistrée la même année. Elle reprend les lois recueillies dans le Practica forensis de Jean Mazuer. Révisée en 1550 par une assemblée de seigneurs et de légistes, elle comporte ? articles complétés par de nombreux commentaires de la jurisprudence.

## Contenu
Contrairement à d'autres coutumes locales, celle d'Auvergne ne dispose pas seulement en matière civile, mais aussi en droit criminel et en procédure.
- I. Coutume générale :
  - 1. Des Tuteurs.
  - 2. Des Successions testamentaires & autres Dispositions de dernière volonté.
  - 3. Des Mineurs.
  - 4. Des Donations, Dots & Mariages.
  - 5. Des Associations.
  - 6. Des Achapts, Loux & Ventes.
  - 7. Des Prescriptions.
  - 8. Des Obligations, Exceptions, Solutions & Compensations.
  - 9. Des Respitz d'un & cinq ans.
  - 10. Des Cessions de biens.
  - 11. Des Emphitheuses & Louages.
  - 12. Des Fiefs.
  - 13. Des Retraict ou Retenue.
  - 14. Des Exécutions, Ventes & Subhastations.
  - 15. Des Tailles, Gaits & autres Servitudes.
  - 16. Des Espaves.
  - 17. De la Condition de Main-Morte.
  - 18. Des Pâturages & dommage de Bétail.
  - 19. Des injures, crimes & délits publics & privez, confiscations & peines d'iceux.
  - 20. Des Appellations.
  - 21. D'Assiette de Rente.
  - 22. Articles & dispositions de la Coutume d'Auvergne, qui ont été admis dans toute la province, soit de Droit écrit, soit de Coutume, & indistinctement dans toute la haute & basse Auvergne.
  - 23. Disposition de la Coutume d'Auvergne, qui a été adoptée dans le pays de Droit écrit de la Basse Auvergne seulement.
- II. Coutumes locales de la province d'Auvergne, par ordre alphabétique.
- III. Procédure et style.
  - 1. Ajournemens.
  - 2. Des Juges & de leurs juridictions.
  - 3. Des Sermens.
  - 4. Des Procureurs.
  - 5. Des Récusations baillés contre les Juges.
  - 6. Des Dilations.
  - 7. Des Renvois de Causes.
  - 8. Des Objets & Reproches des témoins.
  - 9. Des Contumaces.
  - 10. Des Asseuremens & Sauves-Gardes.
- IV. État des lieux :
  - 1. Des lieux de la Basse Auvergne qui se régissent par le Droit écrit entièrement, excepté quant aux articles de la Coutume qui ont été généralement adoptés dans la province, suivant ce qui a été déjà observé.
  - 2. Des lieux de la Haute Auvergne qui se régissent par Droit Écrit, hors les cas marqués ci-dessus,
  - 3. Des Villes, Bourgs & lieux de la basse Auvergne, qui se régissent, en partie par la Coutume, & en partie par le Droit écrit.
  - 4. Des lieux la Haute Auvergne qui se régissent, partie par la Coutume, partie par le Droit écrit.
  - 5. Des lieux qui, se régissent par Droit écrit, se sont soumis à quelques dispositions de la Coutume, ou qui, se régissent par Coutume, ont adopté, pour certaines matières, le Droit écrit.
  - 6. Des lieux qui ont adopté la Coutume de Bourbonnois.
  - 7. Des Villes, Bourgs & lieux d'Auvergne qui se régissent entièrement par Droit écrit, ou en partie par le Droit écrit, & en partie par la Coutume d'Auvergne, ou qui se sont soumis à la Table du Discours préliminaire.
- V. Supplément ou État des Justices, Paroisses & principaux Lieux omis dans les Coutumes de la Basse Auvergne. Procès Verbal...
- VI. Tables 
  - Des Lieux contenus dans les Coutumes locales du bas Pays d'Auvergne.
  - Des Lieux omis dans les Coutumes locales de la Basse Auvergne.
  - Des Lieux omis dans les Coutumes locales de la Haute Auvergne.
  - Des Noms des Seigneurs & Propriétaires qui ont possédé successivement les terres énoncées aux Coutumes locales & au Supplément.

## Principaux commentaires
- Charles Dumoulin
- Guillaume-Michel Chabrol

## Sources
La Coutume d'Auvergne de 1510 est conservée aux Archives nationales sous les cotes X1A 9270 à 9316 : « Coutumes réformées et rédigées sous la surveillance de commissaires du Parlement. 1493-1743 ». Un autre manuscrit relié original (173 feuillets en parchemin) se trouve à la Bibliothèque du Patrimoine de Clermont Auvergne Métropole sous la cote Ms. 534.
- Collection La coutume et le droit en Auvergne de documents numérisés (manuscrits et imprimés) en ligne sur Overnia, bibliothèque numérique de la bibliothèque du patrimoine de Clermont-Ferrand.
- Exposition virtuelle Justice des villes et des champs : le mémoire judiciaire du 17e au 19e siècle, créée par la bibliothèque du patrimoine de Clermont-Ferrand. Collection de mémoires judiciaires sur l'Auvergne.
- En partenariat avec le Centre Michel de L'Hospital, la BCU (Bibliothèque Clermont Université) présente aussi une collection de 1100 factums de la cour d'appel de Riom, échelonnés entre 1780 et 1820, issus des bibliothèques de trois avocats riomois : Jean-Baptiste Marie, Jacques Godemel (1778-1860) et le baron Jean Grenier (1753-1841).